# Ratata (Boef)
Ratata is een lied van de Algerijns-Franse rapper Boef. Het werd in 2018 als single uitgebracht en stond in 2019 als tiende track op het album 93.

## Achtergrond
Ratata is geschreven door Sofiane Boussaadia en geproduceerd door Noel Woldai. Het is een lied uit het genre nederhop. In het lied rapt de artiest over zijn carrière, de negatieve en positieve gevolgen van zijn succes. De single heeft in Nederland de gouden status.

## Hitnoteringen
De rapper had succes met het lied in de hitlijsten van het Nederlands taalgebied. Het piekte op de derde plaats van de Single Top 100 en twaalf weken in deze lijst. In de Vlaamse Ultratop 50 stond het een week genoteerd, waarin het stond op de 41e plaats. De Nederlandse Top 40 werd niet bereikt; hier kwam het tot de eerste plaats van de Tipparade.